# 1715 w polityce

Ludwik XIV

Wydarzenia polityczne w 1715 roku.

## Urodzeni
- Maciej Józef Łubieński, ambasador Polski w Watykanie[1].

## Zmarli
- 1 września Ludwik XIV, król Francji[2].
- 20 października Meinrad II, książę Hohenzollern-Sigmaringen[3].